# موریس اس. خاراش
موریس اس. خاراش (انگلیسی: Morris S. Kharasch; ۲۴ اوت ۱۸۹۵ – ۹ اکتبر ۱۹۵۷) شیمیدان آلی متولد امپراتوری روسیه بود. واکنش خاراش–سوسنوفسکی در شیمی آلی به افتخار وی نامگذاری شده است.